# Pneumodermopsis canephora
Pneumodermopsis canephora är en snäckart som beskrevs av Pruvot-fol 1924. Pneumodermopsis canephora ingår i släktet Pneumodermopsis och familjen Pneumodermatidae. Inga underarter finns listade i Catalogue of Life.